# Graben Peter-Timm-Straße
Der Graben Peter-Timm-Straße ist ein Graben in Hamburg-Schnelsen an den Gleisen der AKN. Er mündet in den Schnelsener Moorgraben.
Er beginnt am Flagentwiet aus einem Straßengraben, verläuft etwa für 375 Meter an den Gleisen der AKN und mündet dann in den Schnelsener Moorgraben. Auf seinem Weg kreuzt er die namensgebende Peter-Timm-Straße.